# 栗子坝乡
栗子坝乡是中国陕西省汉中市佛坪县下辖的一个乡。

## 行政区划
栗子坝乡下辖以下行政区：
栗子坝村、女儿坝村、西华村、狮子坝村、八亩田村